# Península de Cacela
A península de Cacela é um cordão dunar que se localiza na extremidade nascente do Parque Natural da Ria Formosa, cujo istmo se encontra junto da Praia da Manta Rota, e que até 2010 terminava na Barra do Lacém; então este cordão litoral possuía duas praias: a Praia de Cacela Velha e a Praia da Fábrica. Devido à abertura de uma nova barra nesse ano, atualmente a praia de Cacela Velha situa-se na extremidade poente da península, ao passo que a praia da Fábrica ocupa um ilhéu arenoso a sul da aldeia que lhe dá o nome.
Ao separar a Ria Formosa do mar, a península protege esta formação lagunar e todos os seus valores naturais contra as investidas do oceano. Toda a península consiste num sistema dunar arenoso coberto por vegetação endémica que o protege da erosão natural.